# Granatnik RPG-27
RPG-27 (ros. РПГ-27 Управляемая противотанковая ракетная установка „Таволга”) – radziecki ręczny granatnik przeciwpancerny. Konstrukcja oparta jest na granatniku RPG-26.
Został wyprodukowany w dwóch wersjach podobnych w budowie, ale zawierających inny nabój.
- RPG-27 – zawiera podwójny, kumulacyjny pocisk przeznaczony do przebijania pancerza nowoczesnych, ciężko opancerzonych pojazdów.
- RSzG-1 – zawiera paliwowo-powietrzny pocisk o zasięgu zwiększonym do 600 m, głowica termobaryczna mieści około 1,9 kg mieszanki paliwowej, które wybuch odpowiada 8 kg TNT, zaś strefa śmierci ma średnicę 10 metrów[1].